# Ksawery Chłapowski
Ksawery Chłapowski  herbu Dryja (ur. 26 listopada 1755 prawdopodobnie w Niegosławiu, zm. 12 grudnia 1840) – polski szlachcic, podczaszy wschowski, poseł na Sejm Czteroletni, kawaler Orderu Świętego Stanisława.

## Życiorys
Ksawery Chłapowski uczył się w szkołach jezuickich. Brał udział w konfederacji barskiej. Król Stanisław August nadał mu urząd podczaszego wschowskiego, którym był w latach 1782–1784. Został odznaczony orderem św. Stanisława. W 1790 roku posłował na Sejm Czteroletni z ziemi wschowskiej. W 1790 roku został mianowany komisarzem cywilno-wojskowym województwa poznańskiego: ziemi wschowskiej oraz powiatu kościańskiego. Była to realizacja uchwały Sejmu Czteroletniego powołującej „Komisje Porządkowe Cywilno-Wojskowe”. Opowiadał się za uchwaleniem Konstytucji 3 maja. 2 maja 1791 roku podpisał asekurację, w której zobowiązał się do popierania projektu Ustawy Rządowej.
Dzierżawił Śmigiel (tam urodziły się wszystkie jego dzieci), w 1806 roku nabył Łopuchowo.

## Życie rodzinne
Był synem Józefa Chłapowskiego i Wiktorii z domu Chłapowskiej h. Dryja. Miał dwóch braci: Antoniego i Józefa.
10 listopada 1781 roku ożenił się w Buku z Nepomuceną Chłapowską h. Dryja (daleką kuzynką). Mieli troje dzieci, były to: Barbara Florentyna, Stanisław, Klemens. Barbara Florentyna była drugą żoną Jana Henryka Dąbrowskiego.